# Nora Persson
Nora Persson (født 10. februar 1999 i Lund, Sverige) er en svensk håndboldspiller, der spiller for danske Aarhus United i Damehåndboldligaen.
Hun skiftede i sommeren 2019, til ligaklubben Aarhus United på en 1-årig kontrakt. Hun forlængede samme år, sin kotrakt med klubben, gældende til sommeren 2022.
I hendes første sæson i Aarhus-klubben, delte Persson målvogterposition med den svenske landsholdspiller Martina Thörn, og havde en samlet redningsprocent over sæsonen på 31%, som ligaens 16. bedste. Den efterfølgende sæson 2020-21, havde Persson fået mere spilletid og sluttede med en samlet redningsprocent på 33,8%, som ligaens niendebedste.